# Kazia Pelka
Kazia Pelka (1962) es una actriz británica que ha aparecido en series como Brookside a principios de los 90s, la serie policiaca Heartbeat a finales de los 90s, la serie The Bill, y Doctors como también Casualty.

## Primeros años
Pelka nació en Dewsbury, West Riding of Yorkshire, en diciembre de 1962, y pasó su infancia en Roundhay, un distrito de Leeds, como hija de un ingeniero polaco y la actriz irlandesa, Alma Herley. Es sobrina del actor Randal Herley, y su abuela materna era la cantante de ópera, Anne Herley. Recibió una educación formal en el Notre Dame High School en Leeds. Antea de convertirse en actriz trabajó como artista del maquillaje. Se capacitó en actuación en la London Academy of Music and Dramatic Art, donde le fue otorgado el Wilfred Foulis prize. Tras graduarse de la L.A.M.D.A. trabajo poco tiempo como actriz de teatro hasta ser descubierta en Mánchester por un agente, y fue contratada como parte del reparto de Coronation Street en 1987 en el papel de 'Linda Jackson'.

## Actuación
Desde el comienzo de su carrera a mediadoa de los 80s ha trabajado extensivamente en teatro tanto en papeles clásicos como contemporáneos. Hizo de prostituta en la película The Dirty Dozen: The Fatal Mission (1988). Ha protagonizado Brookside (como Anna Wolska), Heartbeat (como la enfermera Maggie Bolton) y en la telenovela Family Affairs, donde hizo de Chrissy Costello desde septiembre se 2003 hasta el último episodio de la serie emitido el 30 de diciembre de 2005. Pelka ganó el premio "Mejor Actuación Dramática" en los 2005 British Soap Awards, el primer prmeio que ganó la sedie Family Affairs, donde ella estaba trabajando. Tuvo un papel secundario de Georgia Hobbs en The Bill, y un papel en 'Hazel Wilding', en un retorno a la telenovela Coronation Street en 2002. Hizo de Carole Middleton en la película William & Catherine: A Royal Romance (2011). En 2015 hizo el papel de 'Lena Winters' en World's End.

## Cosméticos
Es la propietaria de 'Dr. Boo', una tienda de cosméticos en North Cross Road en Dulwich, Londres, el cual fue hecho entreaga de un estatus 'Gold' por Clarins en 2015. Desde julio de 2014 escribe una columna de belleza en la revista Prima.

## Vida personal
Su hermano es el actor Valentine Pelka. Aparecierkn juntos en un episodio de Heartbeat titulado Sitting off the Dock of Bay. El 24 de septiembre de 1998 se casó con Brian Jordan. Su hija Theodora nació el 25 de febrero de 2000.

## Premios
- 'Wilfred Foulis Prize' (galardonada cuando estudiava en la London Academy of Music & Dramatic Art).
- 'Mejor Actuación Teatral' (2005) en los British Soap Awards.[5]